# Bodil Jerslev Lund
Bodil Vibeke Jerslev Lund, född 30 april 1919 i Fjerritslev, död 21 december 2005, var en dansk kemist. Hon var professor i organisk kemi vid Danmarks Farmaceutiske Højskole 1958–1989 och var en av de första kvinnorna i Danmark med en professur i ett naturvetenskapligt ämne.

## Biografi
Bodil Jerslev var dotter till apotekaren Aage Holger Christian Jens Johan Jerslev (1884–1943) och apoteksbiträdet och farmakologen Ella Friis-Sørensen (1892–1958). Hon tog matematisk-naturvetenskaplig studentexamen från Ålborg katedralskole 1936 och blev samma år lärling på faderns apotek. Tre år senare tog hon examen som apoteksbiträde och 1941 tog hon kandidatexamen i farmakologi. Efter ett halvårs anställning på Rigshospitalets apotek blev hon anställd som assistent på laboratoriet för organisk kemi vid Danmarks Farmaceutiske Højskole (DFH). Hon studerade röntgenkristallografi vid Landbohøjskolen 1945 och vid Uppsala universitet 1946–1947 för Gunnar Hägg. Hon tilldelades stipendier 1948, vilket gjorde det möjligt för henne att studera vidare i ämnet vid Oxfords universitet, Princeton University och Auburn University. I Oxford etablerade hon kontakt med den senare nobelpristagaren Dorothy Hodgkin, som kom att ha stor betydelse för Jerslevs framtida arbete som forskare.
Jerslev blev doktor i kemi 1958 från Köpenhamns universitet med avhandlingen Studier over oximernes struktur, som baserade sig på sju tidigare avhandlingar. Hon utsågs samma år till professor i organisk kemi vid DFH och avlöste Hans Baggesgaard Rasmussen. Hon blev därmed DHF:s första kvinnliga professor i kemi. Hon arbetade även som konsult för Civilforsvarsstyrelsen (1960–1966) och ledare av det danska civilförsvarets analytisk-kemiska laboratorium (1966–1971).
Jerslev hade flera styrelseuppdrag. Hon var ordförande av Kemisk forening (1963–1965), styrelseordförande av Vandkvalitetsinstituttet (1975–1981), ledamot i Akademiet for de Tekniske Videnskaber från 1965 och ledamot i Videnskabernes selskab från 1971. Från 1981 var hon ledamot i Kungliga Vetenskapsakademin.

## Erkännanden
- Tagea Brandts rejselegat for kvinder (1965)
- Danmarks farmaceutiske selskabs guldmedalje (1982)